# Clara Fröhlich
Ria Clara Fröhlich (* 15. März 2004 in Remscheid) ist eine deutsche Fußballspielerin, die seit dem 1. Juli 2024 für den Zweitligisten 1. FC Nürnberg spielt.

## Karriere

### Vereine
Fröhlich begann in Remscheid beim dort ansässigen TV Hasten das Fußballspielen. 
Sie spielte anschließend beim SSV Bergisch Born – gemeinsam mit Jungen – und gehörte zuletzt von 2019 bis 2021 der B-Junioren-Mannschaft an. Im Jahr 2022 wurde ihr nachträglich die Auszeichnung mit der Fritz-Walter-Medaille in Gold für das abgelaufene Jahr 2021 zuteil.
Zur Saison 2021/22 wurde sie vom Bundesligisten Bayer 04 Leverkusen verpflichtet und kam in ihrer Premierensaison im Seniorinnenbereich in neun Punktspielen zum Einsatz. Sie debütierte am 21. November 2021 (9. Spieltag) bei der 0:1-Niederlage im Heimspiel gegen Eintracht Frankfurt mit Einwechslung für Ann-Kathrin Vinken in der 68. Minute. Ihr erstes Bundesligator erzielte sie am 19. Dezember 2021 (12. Spieltag) beim 2:0-Sieg im Heimspiel gegen den FC Carl Zeiss Jena mit dem Treffer zum 1:0 in der sechsten Minute. In der Folgesaison bestritt sie sechs Punktspiele, davon fünf in Folge. Des Weiteren bestritt sie saisonübergreifend zwei Spiele im Wettbewerb um den DFB-Pokal.
Am 28. Mai 2024 wurde ihre Verpflichtung zur Saison 2024/25 auf der Website des 1. FC Nürnberg  öffentlich.

### Nationalmannschaft
Fröhlich debütierte als Nationalspielerin in der U15-Nationalmannschaft, die am 3. November 2017 in Wetzlar das in Freundschaft ausgetragene Länderspiel gegen die US-amerikanische U15-Nationalmannschaft mit 1:6 verlor. Nach fünf Länderspieleinsätzen für die U16-Nationalmannschaft, nahm sie mit der U19-Nationalmannschaft an der vom 27. Juni bis zum 9. Juli 2022 in Tschechien ausgetragenen Europameisterschaft teil und wurde in allen drei Spielen der Gruppe B eingesetzt. Bei ihrem Debüt am 17. Februar 2022, beim 7:0-Sieg über die U19-Nationalmannschaft Norwegens, erzielte sie mit dem verwandelten Strafstoß in der 82. Minute ihr erstes Länderspieltor in dieser Altersklasse.
Mit der U20-Nationalmannschaft nahm sie an der vom 10. bis 28. August 2022 in Costa Rica ausgetragenen Weltmeisterschaft teil und kam in den drei Spielen der Gruppe B zum Einsatz. Im zweiten Gruppenspiel am 13. August in Alajuela, beim 3:0-Sieg über die U20-Nationalmannschaft Neuseelands, erzielte sie den 1:0-Führungstreffer in der 58. Minute. Ihr Debüt in dieser Altersklasse hatte sie bereits am 29. Juli in Meppen beim 1:0-Sieg im Freundschaftsspiel gegen die U20-Nationalmannschaft der Niederlande gegeben.

## Erfolge
- Aufstieg in die Bundesliga 2025

## Auszeichnungen
- Preisträgerin Fritz-Walter-Medaille in Gold 2021 (beste U17-Nachwuchsspielerin)